# 讲武堂
讲武堂，是中国清朝末期、中華民國初期培養陸軍軍官的新式近代軍校。

## 历史
19世紀末至20世紀初，清政府編練新軍，在全國廣設軍事學堂。1904年清政府练兵处正式颁布《陆军学堂办法》二十条，规定各省应于省会设立讲武堂一所，为各省现役军官“研究武学”之所。
1906年，直隸總督兼北洋大臣袁世凱在天津韓墅創立北洋陸軍講武堂，學員定額180名，作為「現帶兵者研究武學之所」。俗稱「天津講武堂」。隨後，各省總督、巡撫紛紛籌建，以期訓練優秀軍人，清末時陸續於金陵、江西、雲南、奉天、湖南、廣東等地建立講武堂，其它行省也有「讲武堂」為名的軍事學校，其中天津讲武堂、奉天讲武堂與昆明講武堂并称三大讲武堂。
天津講武堂，清光緒三十二年（1906年）北洋大臣袁世凱所建，校地四百畝，耗資白銀四十八萬兩，以訓練北洋新軍的軍官。
奉天講武堂為清德宗光緒三十二年（1906年）盛京将军赵尔巽所创，民國以來一度停辦，1919年奉系領導人張作霖復校，經過張作霖與張學良兩代的建設之下，培育了許多知名的軍官，如張學良、孫烈臣、湯玉麟、呂正操等等。
昆明講武堂為雲貴總督王文韶籌辦，接任總督李經羲于清宣统元年（1909年）創立，首任學堂總監督為李根源。自1909年至1935年共开班22期，1919年，李根源开设过「讲武堂广东韶关分校」，共办两期。1935年后昆明講武堂改名为中央陆军学校第五分校，至1945年停办。昆明讲武堂在二次大战期间为东南亚国家培养大量高级军官。

## 著名教官

### 昆明
- 李根源
- 顾品珍
- 唐继尧
- 李烈钧
- 张开儒
- 罗佩金
- 刘存厚
- 赵又新
- 杨杰
- 蔡润生

### 韶关分校
- 郭松龄

## 著名校友

### 昆明
- 武元甲
- 崔庸健
- 朱德
- 叶剑英
- 胡瑛
- 盛世才
- 赖心辉
- 龙云
- 寸性奇
- 周保中
- 曾泽生
- 范石生
- 唐淮源
- 朱培德
- 金汉鼎
- 卢汉
- 王甲本
- 赵锡光
- 毕士悌
- 李范奭

### 韶关分校
- 李明瑞
- 俞作豫
- 龚楚
- 陈奇涵
- 武士敏
- 钟毅